# Sunset Crater
Der Sunset Crater ist ein kleiner Vulkan (Höhe 2451 m, etwa 300 m über der Umgebung) vom Typ eines Schlackenkegels im Norden des US-Bundesstaates Arizona. Der Berg liegt auf dem Colorado-Plateau und verdankt seine Entstehung vermutlich demselben Hotspot wie die nahe gelegenen San Francisco Peaks, weist aber eine andere Vulkanform auf. An den Hängen hat sich eine lockere Vegetation aus Kiefern, insbesondere Gelb-Kiefern, und Wildblumen angesiedelt.

## Beschreibung

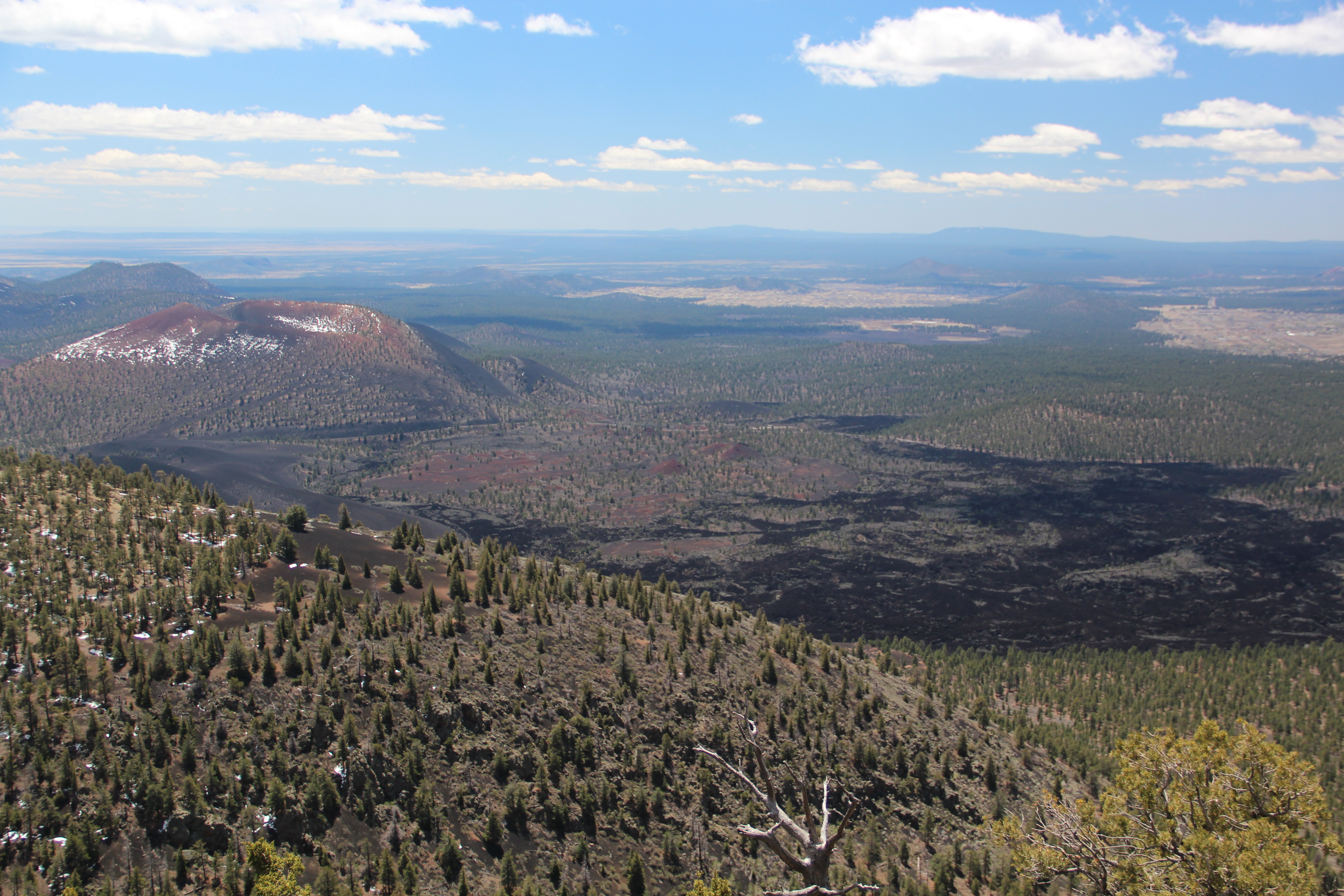
Sunset Crater und Bonito Lava Flow vom nördlich gelegenen O’Leary Peak aus gesehen

Der Kegel ist nahezu symmetrisch mit einem Durchmesser von rund 1 km an der Basis. Der Hauptkrater ist leicht nach Westen versetzt; an der Ostflanke gibt es eine Mulde, die als Austrittsort des jüngsten Lavaflusses gilt. Im Osten und Süden überdeckt der Kegel ältere Vulkanschlote, die als Rundungen an der Kegelbasis zu erkennen sind. Der Hauptkrater hat eine Tiefe von über 120 m. Asche und Schlacken des Vulkans bedeckten ursprünglich rund 2100 km², das Einflussgebiet erstreckt sich in elliptischer Form nach Osten. Die Aschen wurden durch Wind- und Wassererosion in großen Teilen des Gebietes verfrachtet und an wenigen Orten der Geländestruktur konzentriert. Heute werden nur noch rund 315 km² von vulkanischem Material bedeckt. Das Gesamtvolumen des ausgestoßenen Materials wird auf 0,3 km³ geschätzt.
Lange Zeit nahm man an, dass der Sunset Crater erstmals im Jahr 1064 oder 1065 ausgebrochen war. Re-Datierungen in den 2000er Jahren auf Basis einer Reihe verschiedener Analysemethoden verweisen auf ein wenige Monate bis ein Jahr lang anhaltendes Ausbruchsgeschehen zwischen 1085 und 1090. Die letzte Haupteruption erhöhte den Vulkan auf ungefähr 300 Meter über der Umgebung. Eine abschließende Eruption im Jahr 1250 warf hellrote und orange Lapilli aus, die den oberen Teil des Berges prägen und dem Vulkan seinen Namen gaben. Neben den vulkanischen Aschen und Lapilli setzte der Sunset Crater rund um die Jahre 1150 und 1220 auch zwei kleine Lavaströme nach Westen und Nordosten frei. Er ist heute nicht mehr aktiv, eventuelle neue Ausbrüche des Hotspots sind weiter östlich zu erwarten.
Vor Beginn der Eruptionen 1085–1090 war die Gegend um den Sunset Crater dicht besiedelt (→ Sinagua-Kultur). Mindestens 1000–2000, vielleicht sogar 5000 Menschen mussten fliehen. Abdrücke von Mais, der wahrscheinlich noch nicht erntereif war, wurden in Basaltklumpen gefunden, die Eruption begann demnach in der Mitte des Sommers. Innerhalb von fünf bis zehn Jahren wurden Gebiete unterhalb des Sunset Craters, die nur von einer dünnen, fruchtbaren Ascheschicht bedeckt worden waren, wiederbesiedelt, und es entstanden dort große, prosperierende Siedlungen, darunter die des Wupatki National Monument. Archäologische Untersuchungen deuten darauf hin, dass mehrere Faktoren zur Resilienz der Bevölkerung beigetragen hatten: flache, dezentrale Organisationsformen, eine an das Risiko von Ernteausfällen angepasste Landwirtschaft, ein flexibles Siedlungssystem und die Möglichkeit zur Migration.
Der Sunset Crater ist von einem weitläufigen Vulkanfeld aus ähnlichen, älteren Schlackenkegeln umgeben. Südöstlich des Sunset Crater befindet sich im als Cinder Hills bezeichneten Gebiet ein Offroad-Park mit Pisten für Geländefahrzeuge.

## Sunset Crater Volcano National Monument
1930 wurde der Vulkan der Kern des Sunset Crater Volcano National Monuments, eines Naturschutzgebietes vom Typ eines National Monuments. Es wurde von Herbert Hoover durch eine Presidential Proclamation ausgewiesen. Besucher können am Fuß des Vulkans die Struktur aus losen Lapilli und die Lavaströme erkunden. Der Berg selbst darf seit Mitte der 1980er Jahre nicht mehr betreten werden, weil seine empfindliche Struktur und die Vegetation durch Trittschäden beeinträchtigt wurden.
In den Lavaströmen des Gebiets liegen auch mehrere Lavaröhren, Höhlen, die durch schnell fließende Lava entstanden sind. Mehrere sind begehbar.
Das Sunset Crater Volcano National Monument ist administrativ eng mit dem nordöstlich gelegenen Wupatki National Monument verbunden. Beide National Monuments liegen an einer 56 km langen Straßenschleife, die von der U.S. Route 89 abzweigt.

## Benachbarte Schutzgebiete
- Grand-Canyon-Nationalpark
- Wupatki National Monument
- Walnut Canyon National Monument